# روبية باكستانية
الروبية الباكستانية (بالأرديّة: پاکستانی روپیہ) العملة الرسميّة لدولة باكستان رمزها (Re) يصدرها مصرف دولة باكستان، الروبية الواحدة مقسمّة لمئة بيسة ، الروبية الباكستانية مرتبطة بالدولار الأمريكي منذ 1982.

## العملات النقدية
أصدرت الحكومة الباكستانية 50 روبية تذكاريًا في عام 2019 عملة للاحتفال بعيد ميلاد الغورو ناناك ال550.
| العملات المتداولة حاليا | العملات المتداولة حاليا | العملات المتداولة حاليا | العملات المتداولة حاليا | العملات المتداولة حاليا                                       | العملات المتداولة حاليا | العملات المتداولة حاليا              |
| الوجه                   | الظهر                   | القيمة                  | تاريخ الإصدار           | المكون                                                        | الوجه                   | الظهر                                |
| ----------------------- | ----------------------- | ----------------------- | ----------------------- | ------------------------------------------------------------- | ----------------------- | ------------------------------------ |
|                         |                         | 1 روبية                 | 1998 – الآن             | برونز (1998-2006) ألومنيوم (2007–الآن)                        | محمد علي جناح           | عثمان المروندي، ضريح لال شباز قلندار |
|                         |                         | 2 روبية                 | 1998 – الآن             | نحاس أصفر (1998-1999) فضة النيكل (1999-2006) ألومنيوم (2007-) | الهلال والنجمة          | مسجد بادشاهي في لاهور                |
|                         |                         | 5 روبية                 | 2002 – الآن             | نيكل نحاسي (2002-2011) نحاس-زنك-نيكل (2015–الآن)              | الهلال والنجمة          | رقم خمسة                             |
|                         |                         | 10 روبية                | 2016 – 2018             | فضة النيكل                                                    | الهلال والنجمة          | مسجد الملك فيصل في إسلام آباد        |
|                         |                         | 50 روبية                | 2019                    | نحاس-زنك-نيكل                                                 | الهلال والنجمة          | جوردوارا دربار صاحب كارتاربور        |

## الأوراق النقدية
أصدر بنك الاحتياطي الهندي وحكومة الهند سندات مؤقتة في 1 أبريل 1948 نيابة عن حكومة باكستان، لاستخدامها حصريًا داخل باكستان، دون إمكانية استردادها في الهند. طبعت الأوراق مطبعة الأمن الهندية في ناسيك، وتتكون من ورقة نقدية هندية محفورة (غير مطبوعة) مع كلمات حكومة باكستان باللغة الإنجليزية و Hukumat-e-PAKISTAN وباللغة الأردية المضافة في أعلى وأسفل؛ ظلت التواقيع مسؤولي البنوك والمالية الهنود على هذه الأوراق.
بدأت الحكومة إصدار الأوراق النقدية في عام 1948 وكانت فئات 1 و5 و10 و100 روبية واصلت الحكومة إصدار 1 حتى الثمانينيات واستبلدت ب2 روبية.أصدرت 500 روبية في عام 1986 وتبعتها 1000 روبية في العام المقبل. استبدلت أوراق 2 و5 روبية بالعملات المعدنية في عامي 1998 و 2002. روبية. أصدرت 20 روبية في عام 2005 تبعتها 5000 روبية في عام 2006. حتى عام 1971 كانت الأوراق النقدية الباكستانية ثنائية اللغة، وتضم الترجمة البنغالية للنص الأردية، لأن البنغالية كانت لغة باكستان الشرقية (بنغلاديش الآن).
| الأوراق النقدية قبل سلسلة 2005 | الأوراق النقدية قبل سلسلة 2005 | الأوراق النقدية قبل سلسلة 2005 | الأوراق النقدية قبل سلسلة 2005 | الأوراق النقدية قبل سلسلة 2005 | الأوراق النقدية قبل سلسلة 2005  | الأوراق النقدية قبل سلسلة 2005 |
| الصورة                         | الصورة                         | القيمة                         | الأبعاد                        | اللون الأساسي                  | الظهر                           | التداول                        |
| الوجه                          | الظهر                          | القيمة                         | الأبعاد                        | اللون الأساسي                  | الظهر                           | التداول                        |
| ------------------------------ | ------------------------------ | ------------------------------ | ------------------------------ | ------------------------------ | ------------------------------- | ------------------------------ |
|                                |                                | 1 روبية                        | 95 × 66 ملم                    | بني                            | قبر محمد إقبال في لاهور         | لم تعد متداولة                 |
|                                |                                | 2 روبية                        | 109 × 66 ملم                   | بنفسجي                         | مسجد بادشاهي في لاهور           | لم تعد متداولة                 |
|                                |                                | 5 روبية                        | 127 × 73 ملم                   | بني                            | نفق خوجاك في بلوشستان           | لم تعد متداولة                 |
|                                |                                | 10 روبية                       | 141 × 73 ملم                   | أخضر                           | موهينجو دارو في منطقة لاركانا   | لم تعد متداولة                 |
|                                |                                | 50 روبية                       | 154 × 73 ملم                   | أراجواني وأحمر                 | حصن لاهور في لاهور              | لم تعد متداولة                 |
|                                |                                | 100 روبية                      | 165 × 73 ملم                   | أحمر وبرتقالي                  | الجامعة الإسلامية في بيشاور     | لم تعد متداولة                 |
|                                |                                | 500 روبية                      | 175 × 73 ملم                   | أخضر وأحمر وبرتقالي            | مصرف دولة باكستان في إسلام آباد | لم تعد متداولة                 |
|                                |                                | 1،000 روبية                    | 175 × 73 ملم                   | أزرق                           | مقبرة جهانكير في لاهور          | لم تعد متداولة                 |

بدأ بنك الدولة إصدار سلسلة جديدة من الأوراق النقدية، والتخلص التدريجي من التصاميم القديمة للحصول على تصاميم جديدة أكثر أمانًا.
| سلسلة 2005                                 | سلسلة 2005                                | سلسلة 2005  | سلسلة 2005   | سلسلة 2005    | سلسلة 2005                                            | سلسلة 2005                                         | سلسلة 2005                    |
| الصورة                                     | الصورة                                    | القيمة      | الأبعاد      | اللون الأساسي | الوصف                                                 |                                                    | تاريخ الإصدار                 |
| الوجه                                      | الظهر                                     | القيمة      | الأبعاد      | اللون الأساسي | الوجه                                                 | الظهر                                              | تاريخ الإصدار                 |
| ------------------------------------------ | ----------------------------------------- | ----------- | ------------ | ------------- | ----------------------------------------------------- | -------------------------------------------------- | ----------------------------- |
|                                            |                                           | 5 روبية     | 115 × 65 ملم | رمادي مخضر    | محمد علي جناح                                         | ميناء جوادر في بلوشستان                            | 8 يوليو 2008 – 31 ديسمبر 2012 |
|                                            |                                           | 10 روبية    | 115 × 65 ملم | وردي مخضر     | محمد علي جناح                                         | باب خيبر، مدخل ممر خيبر                            | 27 مايو 2006 – الآن           |
|                                            |                                           | 20 روبية    | 123 × 65 ملم | بني           | محمد علي جناح                                         | موهينجو دارو في منطقة لاركانا                      | 22 مارس 2008 – الآن           |
|                                            |                                           | 20 روبية    | 123 × 65 ملم | أخضر وبرتقالي | محمد علي جناح                                         | موهينجو دارو في منطقة لاركانا                      | 22 مارس 2008 – الآن           |
|                                            |                                           | 50 روبية    | 131 × 65 ملم | أرجواني       | محمد علي جناح                                         | جبل كي 2، ثاني أعلى جبل في العالم، في شمال باكستان | 8 يوليو 2008 – الآن           |
| ملف:PKR 75 Special Currency Note Front.jpg | ملف:PKR 75 Special Currency Note Back.jpg | 75 روبية    | 147× 65 ملم  | أخضر فاتح     | محمد علي جناح، محمد إقبال، فاطمة جناح، السيد أحمد خان | مارخور، أرز دوداري                                 | 30 سبتمبر 2022 – الآن         |
|                                            |                                           | 100 روبية   | 139 × 65 ملم | أحمر          | محمد علي جناح                                         | إقامة القائد الأعظم                                | 11 نوفمبر 2006 – الآن         |
|                                            |                                           | 500 روبية   | 147 × 65 ملم | أخضر          | محمد علي جناح                                         | مسجد بادشاهي في لاهور                              | 11 نوفمبر 2006 – الآن         |
|                                            |                                           | 1،000 روبية | 155 × 65 ملم | أزرق داكن     | محمد علي جناح                                         | الجامعة الإسلامية في بيشاور                        | 26 فبراير 2007 – الآن         |
|                                            |                                           | 5،000 روبية | 163 × 65 ملم | خردلي         | محمد علي جناح                                         | مسجد الملك فيصل في إسلام آباد                      | 27 مايو 2006 – الآن           |